# 戈特哈德·汉德里克
戈特哈德·汉德里克（德語：Gotthard Handrick，1908年10月25日—1978年5月30日），德国男子现代五项运动员。他曾获得1936年夏季奥运会现代五项比赛男子个人金牌。他曾在第二次世界大战期间担任德军飞行员，获得过德國十字勳章金质奖章。